# 七星庙
七星庙位于中国陕西省榆林市府谷县孤山堡城北1公里处的山峁上，1992年被列为第三批陕西省文物保护单位，2013年被列为第七批全国重点文物保护单位。
七星庙又叫昊天宫。建筑分为前庭和大殿，全为砖构，大殿屋顶外观为歇山顶，殿前过道为囤顶式，单檐斗拱。大殿平面似正方形，以砖拱收顶，为无梁殿形式。前庭屋顶于大殿相同。庙门额上方刻“昊天宫”三字。民间传说此庙为杨继业与佘赛花成亲之地。